# Antiplanes diaulax
Antiplanes diaulax är en snäckart som först beskrevs av Dall 1908.  Antiplanes diaulax ingår i släktet Antiplanes och familjen Turridae. Inga underarter finns listade i Catalogue of Life.